# 鈍吻雷鰕虎魚
鈍吻雷鰕虎魚（学名：Redigobius amblyrhynchus），为輻鰭魚綱鱸形目鰕虎亞目鰕虎科雷鰕虎魚屬下的一个种，為熱帶魚類，棲息在亞洲印尼爪哇島淡水及半鹹水域，體長可達4.5公分，棲息在底中層水域，生活習性不明。